# Kulturåret 1706

## Händelser
- Okänt datum - Claude Guilmois de Rosidors trupp La troupe du Roi de Suede lämnar Stockholm och teatern i Stora Bollhuset står tom till 1721.

## Födda
- 28 januari - John Baskerville (död 1775), engelsk typograf.
- 1 februari - Abraham Achrenius (död 1769), finländsk präst och författare av religiösa sånger.
- 4 mars - Laurids de Thurah (död 1759), dansk arkitekt och författare.
- 12 mars - Johan Pasch (död 1769), svensk konstnär och hovmålare.
- 18 oktober - Baldassare Galuppi (död 1785), italiensk tonsättare.
- 30 oktober - Christian Precht (död 1779), svensk konsthantverkare och mönstertecknare.
- 17 december - Émilie du Châtelet (död 1749), fransk matematiker, fysiker och författare.
- okänt datum
  - Lars Salvius (död 1773), svensk boktryckare, bokhandlare och tidningsman.
  - Jeanne Du Londel (död 1772), fransk skådespelare och teaterdirektör.

## Avlidna
- 3 mars - Johann Pachelbel (född 1653), tysk kompositör.
- 28 december - Pierre Bayle (född 1647), fransk filosof och författare.